# Преврат от 18 фруктидор
Перевратът от 18 фруктидор на година V (на френски: Coup d'État du 18 fructidor an V; (по Републиканския календар; всъщност 4 септември 1797 г.) е преврат по време на управлението на Директорията (период от Френската революция), извършен от армията срещу засилващото се влияние на роялистите.

## Предистория
След Термидорианския преврат (1794) във Франция започват да се завръщат емигранти – роялисти и незаклети свещеници, които разпространяват манифести на графа на Прованс (брат на гилотинирания Луи XVI, самообявил се за френски крал в изгнание) и провеждат предизборна агитация в полза на монархията. На парламентарните избори от 1797 година са избрани около 250 роялисти, които веднага откриват свой клуб – Клуб Клиши (на френски: Club de Clichy), а един от тях, Франсоа Бартелеми, заема мястото на напусналия по жребий директор Летурньор. Роялистите започват да подготвят реставрация и се противопоставят на Директорията. Между директорите има раздори, а отношенията им със законодателните камари са обтегнати. Бартелеми се сближава с Лазар Карно и привлича на своя страна няколко министри. Директорът Пол Барас алармира за опасността генералите Лазар Ош и Наполеон Бонапарт. Бонапарт узнава за намеренията на роялистите и решава да изпрати на помощ генерал Пиер Ожеро, оставайки в сянка. Ожеро и войските, водени от него, заставят умерените измежду депутатите да се подчинят и в нощта на 3 срещу 4 септември 1797 година извършват преврат, като обкръжават с войска двореца Тюйлери и Люксембургския дворец, където заседават законодателите и работят директорите. Бартелеми е изненадан в леглото си, Карно успява да избяга; 53 члена на двете камари, сред които и генерал Пишегрю, са хвърлени в затвора.
По предложение на триумвирата от директори (Барас – Ларевелиер-Лепо – Ребел), Съветът на петстотинте без съд изпраща в заточение в Кайен Бартелеми, Карно и няколко роялисти, както и издатели и редактори на 42 вестника.
Така превратът създава диктатура на Директорията. Съветът на старейшините и Съветът на петстотинте се превръщат в прости оръдия, гласуващи по команда, а моралният авторитет на Директорията е силно увреден, с което се подготвя почвата за идването на Наполеон.